# Valeriana fedtschenkoi
Valeriana fedtschenkoi là một loài thực vật có hoa trong họ Kim ngân. Loài này được Coincy miêu tả khoa học đầu tiên năm 1895.